# Erwin Vandenbergh
Erwin Vandenbergh (Ramsel, 26 de Janeiro de 1959) é um ex-futebolista belga.

## Carreira
Durante sua carreira, foi artilheiro do campeonato belga em seis oportunidades, defendendo três clubes: as três primeiras, foi atuando com o Lierse, seguindo mais duas com o Anderlecht, onde em sua primeira temporada no clube, foi artilheiro pela quarta vez consecutiva. Duas temporadas depois, foi artilheiro novamente, e, atuando pelo Gent, foi artilheiro pela última vez do campeonato, logo em sua primeira temporada no clube.

## Seleção
Um dos maiores artilheiros da Seleção Belga, tendo marcado vinte gols em quarenta e oito partidas, foi eleito Chuteira de Ouro em 1980 (ano em que conquistou sua primeira artilharia no campeonato), marcando impressionantes trinta e nove tentos em trinta e quatro partidas. Dois anos depois, marcaria um dos mais belos tentos em sua carreira, na primeira partida da Bélgica na Copa da Espanha, contra a Argentina.
Vandenbergh, que atuou durante quase toda sua carreira em seu país natal, teve uma passagem marcante pelo clube francês Lille, onde marcou cinquenta e cinco vezes no campeonato. Na época do Lille, atuou ao lado de seu companheiro de seleção Filip Desmet, e foi treinado por outro conterrâneo, Georges Heylens. Seu filho, Kevin, também se tornou um atacante profissional, tendo atuado diversas vezes com a camisa dos Diables Rouges.